# Jiang Qian
Jiang Qian (ur. 2001) – chińska zapaśniczka walcząca w stylu wolnym. Zajęła siódme miejsce na mistrzostwach świata w 2024.
Złota medalistka mistrzostw Azji w 2024. Mistrzyni Azji juniorów w 2019. Druga na MŚ kadetów w 2018 roku.